# Zasphinctus sarowiwai
Zasphinctus sarowiwai (лат.) — вид мелких и слепых муравьёв рода Zasphinctus из подсемейства Dorylinae (Formicidae). Видовое название дано в честь казнённого военной диктатурой нигерийского писателя и защитника прав человека и природы Кенуля Саро-Вивы.

## Распространение
Африка: Берег Слоновой Кости, Демократическая Республика Конго, Камерун, Уганда. Обнаружены в подстилочной слое первичного тропического дождевого леса на высотах от 250 до 1510 метров над уровнем моря.

## Описание
Мелкие тёмно-коричневого цвета муравьи размером 2—3 мм (ноги и усики желтовато-коричневые), блестящие. Длина головы рабочих HL от 0,78 до 0,90 мм, ширина головы от 0,64 до 0,77 мм. У рабочих усики 12-члениковые, у самцов 13-члениковые, скапус короткий (длина скапуса от 0,41 до 0,50 мм). Глаза, оцелии и усиковые бороздки у рабочих отсутствуют. Нижнечелюстные и нижнегубные щупики 3-члениковые (формула щупиков 3,3). Жвалы с 4 или 5 зубцами на жевательном крае. Заднегрудка угловатая, но без проподеальных шипиков. На голенях средней и задней пары ног по одной гребенчатой шпоре. Тело покрыто многочисленными короткими волосками. Биология, а также половые особи (самки и самцы) остаются неизвестными.

## Систематика и этимология
Включён в состав рода Zasphinctus из подсемейства Dorylinae, представители которого ранее входили в состав рода Sphinctomyrmex подсемейства Cerapachyinae. Вид был впервые описан в 2017 году мирмекологом Франциско Хита Гарсиа (Okinawa Institute of Science and Technology Graduate University, Onna-son, Япония) вместе с  Zasphinctus obamai и Zasphinctus wilsoni. Вид был назван в честь нигерийского писателя, энвайронменталиста и защитника прав человека и природы Кенуля «Кен» Бисона Саро-Вивы (Kenule Beeson “Ken” Saro-Wiwa; 1941—1995), повешенного военной диктатурой.